# Енергетика на Япония
Енергетиката в Япония включва производството, потреблението, разпределението и търговията на електроенергия в Япония. Потреблението на електроенергия в страната през 2011 г. е било 477,6 млн. тона нефтен еквивалент.
В Япония няма значителни запаси от изкопаеми горива, с изключение на въглища, и затова внася солидни количества петрол, природен газ и други енергийни ресурси като уран. Страната разчита на петролен внос, за да покрие 84% от енергийните си нужди през 2010 г. Япония е, също така, на първо място по внос на въглища за 2010 г. със 187 мегатона (около 20% от световния внос на въглища) и на първо място по внос на природен газ – 99 млрд. m3 (12% от световния внос на природен газ).
И докато в миналото Япония е разчитала на ядрена енергия за да задоволи около 30% от енергийните си нужди, след аварията във Фукушима през 2011 г. всички ядрени реактори са постепенно извеждани от експлоатация, поради мерки за безопасност.

## Общо положение
| Електроенергия в Япония | Електроенергия в Япония | Електроенергия в Япония | Електроенергия в Япония | Електроенергия в Япония | Електроенергия в Япония | Електроенергия в Япония |
| | На човек                | Първична енергия        | Производство            | Внос                    | Електроенергия          | CO² емисии              |
| | Милиона                 | TWh                     | TWh                     | TWh                     | TWh                     | Mt                      |
| --- | ----------------------- | ----------------------- | ----------------------- | ----------------------- | ----------------------- | ----------------------- |
| 2004 | 127,7                   | 6201                    | 1125                    | 5126                    | 1031                    | 1215                    |
| 2007 | 127,8                   | 5972                    | 1052                    | 5055                    | 1083                    | 1236                    |
| 2008 | 127,7                   | 5767                    | 1031                    | 4872                    | 1031                    | 1151                    |
| 2009 | 127,3                   | 5489                    | 1091                    | 4471                    | 997                     | 1093                    |
| 2010 | 127,4                   | 5778                    | 1126                    | 4759                    | 1070                    | 1143                    |
| 2012 | 127,8                   | 5367                    | 601                     | 4897                    | 1003                    | 1186                    |
| 2012R | 127,6                   | 5260                    | 329                     | 5062                    | 989                     | 1223                    |
| 2013 | 127,3                   | 5288                    | 325                     | 5082                    | 998                     | 1235                    |
| Промяна 2004 – 2010 г. | -0,2%                   | -6,8%                   | 0,0%                    | -7,2%                   | 3,7%                    | -5,9%                   |
| Mtoe = 11.63 TWh. Първичната енергия включва енергийни загуби, които са ⅔ за ядрената енергия. 2012R = критерият за калкулация на CO² е променен. |                         |                         |                         |                         |                         |                         |

## История
Бързият промишлен напредък на Япония след края на Втората световна война удвоява консумацията на електроенергия на всеки пет години до 1990-те г. В периода на засилен растеж (1960 – 1972 г.) консумацията на електроенергия нараства много по-бързо от БНП, удвоявайки японската консумация на световна енергия. През 1976 г. Япония представлява 3% от световното наеление, но потребява 6% от глобалните енергийни ресурси.
В сравнение с други страни, електроенергията в Япония е скъпа. Загубата на ядрената енергия след аварията във Фукушима се отразява в още по-високи цени на електроенергията.

## Електроенергия
През 2012 г. Япония е пета в света по производство на електроенергия след САЩ, Китай, ЕС и Русия, с произведени 921 TWh.
Що се касае до консумацията на глава от населението, средностатистическият японец консумира 8459 kWh през 2004 г., в сравнение с 14 240 kWh за средностатистическия американец. В това отношение Япония се нарежда на 18-о място в света. Консумацията на електроенергия на глава от населението е нараснала с 21,8% между 1990 и 2004 г.
През 2010 г. Япония разполага с 282 GW производствен електроенергиен капацитет, което я нарежда на трето място след САЩ и Китай. Но след повредите, причинени от земетресението през 2011 г., капацитетът е оценен на около 243 GW в средата на 2011 г.
Страната е един от най-големите потребители на слънчева енергия в света – на четвърто място след Германия, Италия и Китай. През 2009 г. разполага с 53 активни ядрени реактора и през тази година в това отношение се нарежда на трето място в света след САЩ (104) и Франция (59). Почти четвърт (24,93%) от производството на електроенергия е било от АЕЦ, в сравнение със САЩ, където дялът на атомната енергия е 19,66%. След земетресението през 2011 г. и последвалата авария във Фукушима, през май 2012 г. всички атомни електроцентрали са затворени, с изключение на АЕЦ Ой, която е рестартирана и работи от юни 2012 г. до септември 2013 г. На 11 август 2015 г. и 1 ноември 2015 г. респективно са рестартирани двата реактора на АЕЦ Сендай.
Тъй като производството е спряно от аварията във Фукушима, взети са бързи мерки за либерализиране на пазара на електроенергия. Министърът на икономиката, търговията и индустрията либерализира пазара на електроенергия, за да окуражи производството и потреблението на възобновяема енергия. От април 2016 г. домакинствата и малкият бизнес могат да избират сред 250 конкурентни доставчика.

### Национална електрическа мрежа
За разлика от повечето други индустриални държави, Япония няма единна национална електрическа мрежа, а вместо това има отделни мрежи – източна и западна. Стандартното напрежение за домакинствата е 100 V, но двете мрежи работят на различни честоти: 50 Hz в Източна Япония и 60 Hz в Западна Япония. Мрежите са свързани посредством три станции за честотно преобразуване (Хигаши-Шимизу, Шин Шинано и Сакума), но те могат да се справят само с 1 GW. Земетресението и цунамито от 2011 г. стават причина за изключването на 11 ядрени реактора, което се отразява в загуба на 9,7 GW. Трите преобразувателни станции нямат капацитета да прехвърлят достатъчно енергия от западната мрежа на Япония, за да помогнат на източната мрежа.
Двете мрежи първоначално са разработени от различни компании. Tokyo Electric Light Co (TELCO) е основана през 1883 г. и първа прокарва електричество в Япония. През 1885 г. търсенето нараства достатъчно и TELCO купува генераторно оборудване от немската AEG. Западните части на Япония обаче се снабдяват от Osaka Electric Lamp, които ползват оборудване на американската General Electric. Така General Electric използват американския стандарт – 60 Hz, докато AEG използват европейския стандарт – 50 Hz.

### Доставчици на електроенергия
В Япония електроенергийният пазар е разделен на 10 регламентирани компании:
- Chugoku Electric Power Company (CEPCO)
- Chubu Electric Power (Chuden)
- Hokuriku Electric Power Company (Hokuden)
- Hokkaido Electric Power Company (HEPCO)
- Kyushu Electric Power (Kyuden)
- Kansai Electric Power Company (KEPCO)
- Okinawa Electric Power Company (Okiden)
- Tokyo Electric Power Company (TEPCO)
- Tohoku Electric Power (Tohokuden)
- Shikoku Electric Power Company (Yonden)

- TEPCO.
- KEPCO.
- Chuden.
- Tohokuden.
- Kyuden.

## Производство
| Производство на електроенергия според източника в TW | Производство на електроенергия според източника в TW | Производство на електроенергия според източника в TW | Производство на електроенергия според източника в TW | Производство на електроенергия според източника в TW | Производство на електроенергия според източника в TW | Производство на електроенергия според източника в TW | Производство на електроенергия според източника в TW |
| Година                                               | Общ обем                                             | Въглища                                              | Природен газ                                         | Нефт                                                 | Ядрена енергия                                       | Вода                                                 | Други                                                |
| ---------------------------------------------------- | ---------------------------------------------------- | ---------------------------------------------------- | ---------------------------------------------------- | ---------------------------------------------------- | ---------------------------------------------------- | ---------------------------------------------------- | ---------------------------------------------------- |
| 2004                                                 | 1,071                                                | 294 (27,45 %)                                        | 244 (22,78 %)                                        | 133 (12,42 %)                                        | 282 (26,33 %)                                        | 94 (8,78 %)                                          | 24 (2,24 %)                                          |
| 2008                                                 | 1,075                                                | 288 (26,80 %)                                        | 283 (26,33 %)                                        | 139 (12,93 %)                                        | 258 (24,00 %)                                        | 83 (7,72 %)                                          | 24 (2,23 %)                                          |
| 2009                                                 | 1,041                                                | 279 (26,80 %)                                        | 285 (27,38 %)                                        | 92 (8,84 %)                                          | 280 (26,90 %)                                        | 82 (7,88 %)                                          | 23 (2,21 %)                                          |

По данни на Международната агенция по енергетика общото производство на електроенергия в Япония през 2009 г. възлиза на 1,041 милиарда киловатчаса. С производство от 1,088 милиарда киловатчаса през 2013 г., Япония заема пето място в света по производство на електроенергия.

## Въглеродни емисии
През 2014 г. Япония е шестият най-голям производител на въглеродни емисии. През 2013 г. Япония се нарежда на 28-о място в света по емисии на въглероден диоксид на глава от населението.
След земетресението през 2011 г. въглеродните емисии от енергетиката се покачват до рекордни нива. Все по-широкото използване на природен газ и въглища за компенсация на загубата на ядрената енергия е причината за покачването с 3% на емисиите на CO2, въпреки понижението на енергийното търсене с почти 15%.